# Smrock-Kolonia
Smrock-Kolonia – wieś sołecka w Polsce położona w województwie mazowieckim, w powiecie makowskim, w gminie Szelków. Leży nad rzeką Orzyc.
| SIMC    | Nazwa  | Rodzaj    |
| ------- | ------ | --------- |
| 0521325 | Wygoda | część wsi |

Według administracji kościelnej miejscowość należy do parafii Szelków.
W latach 1975–1998 miejscowość administracyjnie należała do województwa ostrołęckiego.